# Kazuko Hironaka
Kazuko Hironaka (弘中 和子 Hironaka Kazuko?) es una exfutbolista japonesa.
Hironaka jugó 21 veces y marcó 3 goles para la selección femenina de fútbol de Japón entre 1984 y 1990. Hironaka fue elegida para integrar la selección nacional de Japón para los Copa Asiática femenina de la AFC de 1986, 1989 y Fútbol en los Juegos Asiáticos de 1990.

## Trayectoria

### Clubes
| Club             | País  | Año  |
| ---------------- | ----- | ---- |
| Nissan FC Ladies | Japón | ???? |

### Selección nacional
| Selección | País  | Año         |
| --------- | ----- | ----------- |
| Absoluta  | Japón | 1984 - 1990 |

## Estadística de equipo nacional
| Selección femenina de fútbol de Japón | Selección femenina de fútbol de Japón | Selección femenina de fútbol de Japón |
| Año                                   | Partidos                              | Goles                                 |
| ------------------------------------- | ------------------------------------- | ------------------------------------- |
| 1984                                  | 3                                     | 0                                     |
| 1985                                  | 0                                     | 0                                     |
| 1986                                  | 10                                    | 0                                     |
| 1987                                  | 2                                     | 0                                     |
| 1988                                  | 0                                     | 0                                     |
| 1989                                  | 3                                     | 2                                     |
| 1990                                  | 3                                     | 1                                     |
| Total                                 | 21                                    | 3                                     |